# Lilija Iwaszko
Lilija Iwaszko (ukr. Лілія Івашко; ur. 25 maja 1973) – ukraińska szpadzistka, brązowa medalistka mistrzostw świata.
Podczas mistrzostw świata w Essen w 1993 roku reprezentantki Ukrainy w składzie: Ałła Myroniuk, Wiktorija Titowa i Lilija Iwaszko zdobyły brązowy medal w zawodach drużynowych. Był to jedyny medal wywalczony przez Iwaszko w zawodach tego cyklu.
Nigdy nie wzięła udziału w igrzyskach olimpijskich.